# Rhithrogena hageni
Rhithrogena hageni är en dagsländeart som beskrevs av Eaton 1885. Rhithrogena hageni ingår i släktet Rhithrogena och familjen forsdagsländor. Inga underarter finns listade i Catalogue of Life.